# Relaciones Corea del Norte-México
Las naciones de la República Popular Democrática de Corea (Corea del Norte) y los Estados Unidos Mexicanos (México) establecieron relaciones diplomáticas en 1980. Ambas naciones son miembros de las Naciones Unidas.

## Historia

Pabellón coreano de la amistad en la Ciudad de México

El primer contacto entre la península de Corea y México tuvo lugar cuando jesuitas de España y del Virreinato de Nueva España (actual México) llegaron a Corea para predicar el cristianismo. Desde los contactos iniciales, casi no habría más contacto directo entre las dos naciones y cualquier contacto se habría hecho con los barcos comerciales coreanos que venían a Manila (capital de la corona española de las Filipinas) y sus bienes y mercancías que viajan por los galeones españoles hasta México. En 1905, un barco coreano llamado Ilford llegó al sur de México con aproximadamente 1.033 migrantes coreanos. Estos migrantes finalmente se establecieron en el estado mexicano de Yucatán.
Durante la guerra de Corea, a diferencia de varias naciones latinoamericanas, México decidió permanecer neutral y no enviar tropas a la península de Corea, sin embargo, aproximadamente 100,000 soldados de origen mexicano lucharon en Corea bajo el mando de las Fuerzas Armadas de los Estados Unidos así como bajo la bandera de las Naciones Unidas.
Corea del Norte y México establecieron relaciones diplomáticas el 4 de septiembre de 1980; 27 años después del armisticio de la guerra de Corea. En 1993, Corea del Norte abrió una embajada en la Ciudad de México. Las relaciones diplomáticas iniciales entre ambas naciones fueron cordiales. Corea del Norte ha colaborado en proyectos en todo México, particularmente en los estados mexicanos de Durango, Estado de México, Oaxaca, Nayarit, Puebla, San Luis Potosí.
En 2003, las relaciones entre ambas naciones llegaron a su punto más bajo cuando Corea del Norte se retiró del Tratado de No Proliferación Nuclear. Desde entonces, México ha condenado repetidamente todos los lanzamientos de misiles desde Corea del Norte. En junio de 2009, como miembro no permanente del Consejo de Seguridad de las Naciones Unidas, México votó a favor de la Resolución 1874 del Consejo de Seguridad de las Naciones Unidas, que impuso nuevas sanciones económicas y comerciales a Corea del Norte y alentó a los Estados miembros de la ONU a buscar buques de carga de Corea del Norte. En julio de 2014, un barco mercante de Corea del Norte llamado Mu Du Bong encalló y dañó casi un acre de arrecifes de coral cerca del estado de Veracruz. México detuvo el barco después de descubrir que pertenece a una empresa de envíos de la lista negra. El barco mercante nunca fue devuelto a Corea del Norte y en 2016 México comenzó a desechar el barco y liberó a los miembros de la tripulación en su país de origen.
A lo largo de 2017, México ha condenado todos los lanzamientos de misiles desde Corea del Norte. El 7 de septiembre de 2017, el secretario de Relaciones Exteriores de México, Luis Videgaray, declaró "persona no grata" al Embajador de Corea del Norte en México, Kim Hyong Gil, y lo expulsó del país dentro de 72 horas. Esta decisión siguió a la sexta prueba nuclear llevada a cabo por Pionyang.
El 12 de junio de 2018, mediante un comunicado de la Secretaría de Relaciones Exteriores, el gobierno de México consideró viables los resultados obtenidos durante el encuentro sostenido entre el presidente de los Estados Unidos, Donald Trump y el líder de Corea del Norte, Kim Jong-un. En diciembre del mismo año el presidente del Presidium de la Asamblea Suprema del Pueblo, Kim Yong-nam, llegó a México para asistir a la toma de posesión del presidente Andrés Manuel López Obrador.
En septiembre de 2020, el presidente mexicano López Obrador aceptó las credenciales del nuevo embajador residente de Corea del Norte, Sun-Ryong Song, en México.

## Relaciones bilaterales
Ambas naciones han firmado algunos acuerdos bilaterales como un Acuerdo sobre Educación y Cooperación Cultural (2008) y un Acuerdo de Cooperación en Salud Pública y Medicina Tradicional (2009).

## Comercio
En 2023, el comercio bilateral entre ambas naciones ascendió a $459 mil dólares. Las exportaciones de México a Corea del Norte incluyen: aceites esenciales utilizados para jabones, perfumes y depilaciones; luminóforo inorgánico, férulas y aparatos para fracturas. Las exportaciones de Corea del Norte a México incluyen: polímeros acrílicos, vidrio, plástico, equipos fotográficos y cinematográficos, insecticidas y pastas.
En 2015, México era el socio comercial más importante de Corea del Norte en América Latina, ya que México ha comprado el 1% del total de las exportaciones de Corea del Norte.

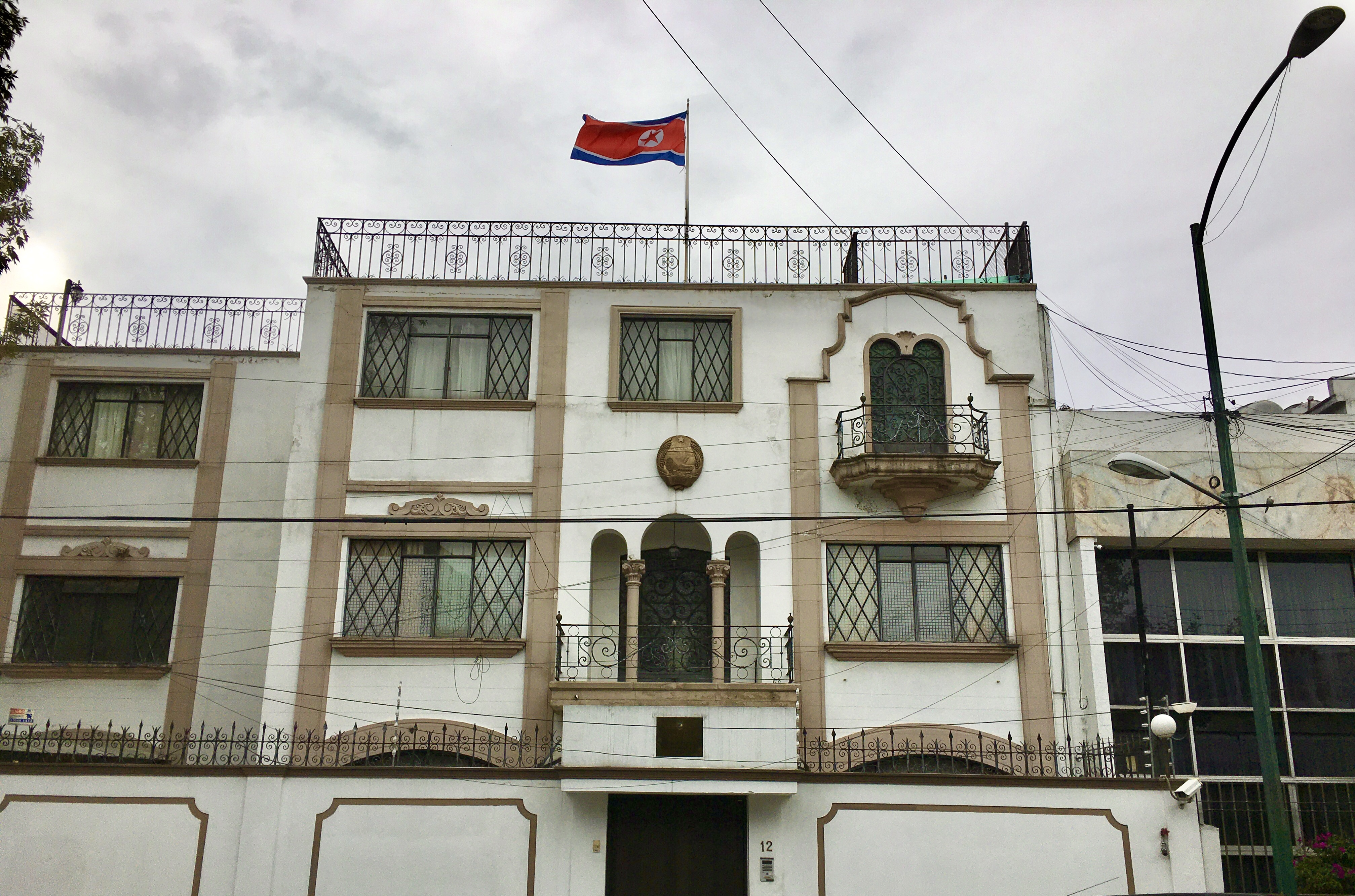
Embajada de Corea del Norte en la Ciudad de México

## Misiones diplomáticas
- Corea del Norte tiene una embajada en la Ciudad de México.[14]
- México está acreditado ante Corea del Norte desde su embajada en Seúl, Corea del Sur.[15]